# Yuri Galli
Yuri Galli, vollständiger Name Yuri León Galli Mora, (* 4. Juni 1994 in Montevideo) ist ein uruguayischer Fußballspieler.

## Karriere

### Verein
Der Mittelfeldakteur Galli spielte bereits im Jahr 2009 für die U-15-Departamentoauswahl von Rivera. Er steht mindestens seit der Saison 2013/14 im Erstligakader der der Montevideo Wanderers. In jener Spielzeit absolvierte er dort bis zum Saisonabschluss zwei Ligaspiele in der Primera División und wurde mit dem Klub Uruguayischer Vizemeister. In der Spielzeit 2014/15 kam er zu 16 weiteren Erstligaeinsätzen (ein Tor). Zudem absolvierte er zwei Partien (kein Tor) in der Copa Libertadores 2015. Im August 2015 wechselte er auf Leihbasis innerhalb der Liga zu El Tanque Sisley. Während der Saison 2015/16 wurde er 25-mal in der höchsten uruguayischen Spielklasse eingesetzt und schoss vier Tore.

### Erfolge
- Clausura 2014 (Primera División, Uruguay)